# Chemosi congiuntivale

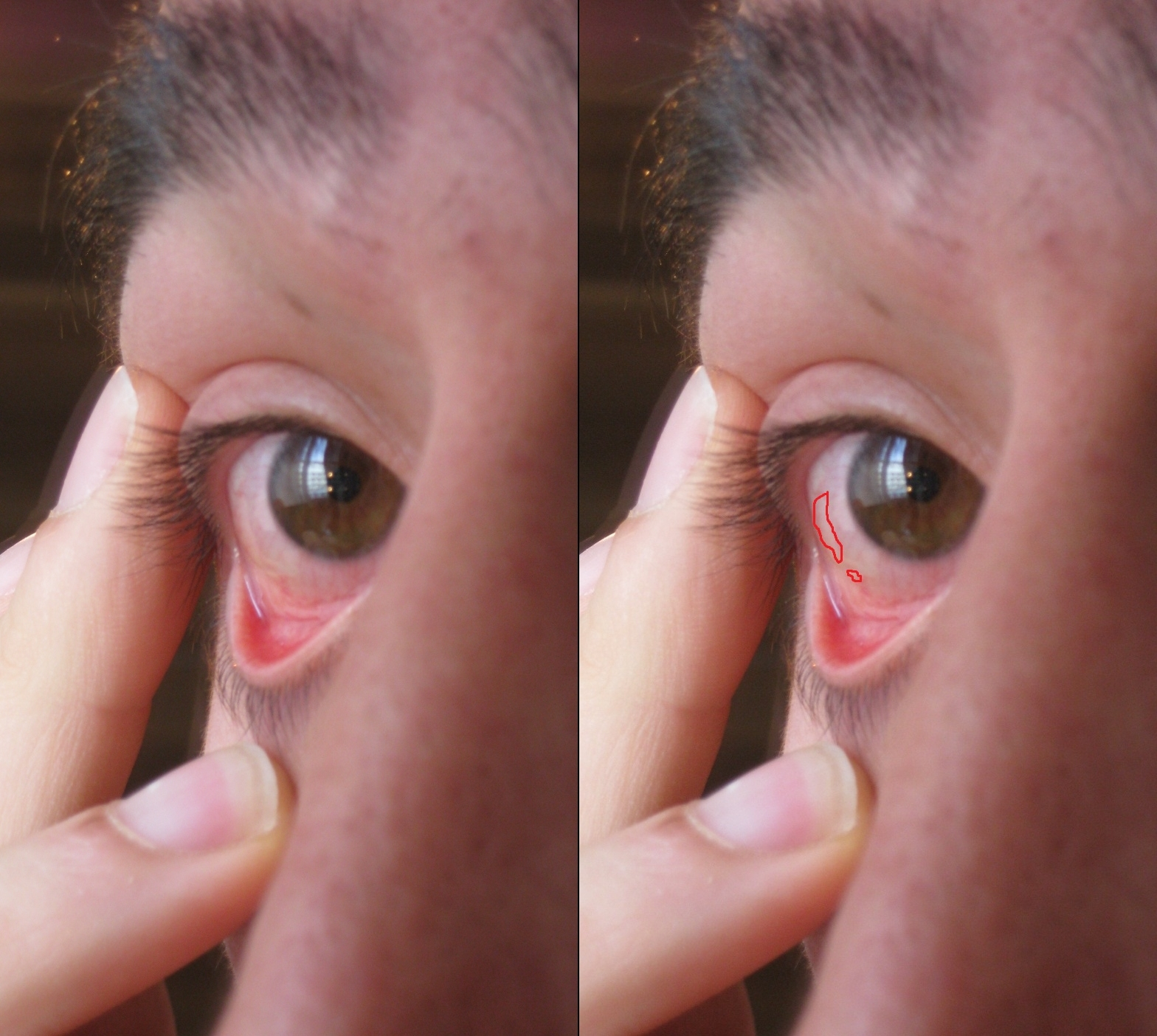
Chemosi congiuntivale (Vista laterale)

Per chemosi (dal greco χήμη, "conchiglia" + ωσις suffisso "stato, situazione") o edema congiuntivale si intende una protrusione della congiuntiva bulbare rispetto ai tessuti sottostanti dovuta alla formazione di una raccolta edematosa. È dovuto alla formazione di essudato da capillari di solito non permeabili. In generale, la chemosi è un segno non specifico di irritazione agli occhi. La congiuntiva diventa gonfia e di aspetto gelatinoso. Spesso, l'area degli occhi si gonfia così tanto che gli occhi diventano difficili o impossibili da chiudere completamente. A volte, può anche sembrare che il bulbo oculare si sia leggermente spostato all'indietro dalla parte bianca dell'occhio a causa del fluido riempito nella congiuntiva su tutti gli occhi tranne l'iride. L'iride non è coperta dal trasudato e quindi sembra spostata leggermente verso l'interno.

## Cause
È secondaria a processi flogistici:
- degli occhi: congiuntiviti, iriti, cheratiti
- di organi prossimi: sinusiti, dacriocistiti
- di organi lontani: nefriti[non chiaro], cardiopatie, ipertiroidismo

Di solito è causato da allergie o infezioni virali, che spesso incitano allo sfregamento eccessivo degli occhi. La chemosi è anche inclusa nel sistema di classificazione Chandler delle infezioni orbitali.
Se si è verificata la chemosi a causa di uno sfregamento eccessivo degli occhi, il primo aiuto da dare è un lavaggio con acqua fredda per gli occhi.
Altre cause di chemosi includono:
- Ostruzione della vena cava superiore, accompagnata da edema facciale
- Ipertiroidismo, associato a esoftalmo, gonfiore periorbitale, retrazione del coperchio e ritardo del coperchio
- Trombosi del seno cavernoso, associata a infezione dei seni paranasali, proptosi, edema periorbitale, emorragie retiniche, papilledema, anomalie dei movimenti extraoculari e perdita sensoriale del nervo trigemino
- Fistola carotideo-cavernosa - triade classica di chemosi, proptosi pulsante e rigonfiamento oculare
- Cefalea a grappolo
- Trichinellosi
- Lupus eritematoso sistemico (LES)
- Angioedema
- Glaucoma acuto
- Panoftalmite
- Cellulite Orbitale
- Congiuntivite gonorrea
- Dacriocistite
- Sputo di veleno di cobra nell'occhio
- Spruzzamento negli occhi di spray antiagressione ad alta concentrazione di gas CN (cloroacetofenone)
- Orticaria
- Trauma
- Cheratite da HSV
- Effetto post-chirurgico
- Mucormicosi
- Rabdomiosarcoma dell'orbita.[4]

## Diagnosi
L'oculista può spesso diagnosticare la chemosi facendo un esame fisico dell'area interessata.

## Trattamento
Il trattamento dipende dalla causa della chemosi.